# Lantis Presents 熊田茜音 アカネノ音
『Lantis Presents 熊田茜音 アカネノ音』（ランティス プレゼンツ くまだあかね アカネノね）は、2020年3月31日から2021年10月1日までニッポン放送で放送されていたラジオのトーク番組。

## 概要
声優・アーティストとして活躍する熊田茜音の冠番組。番組公式ハッシュタグは「#アカネノ音」。
ポッドキャスト配信もあり、ニッポン放送 PODCAST STATIONにて1週間分をまとめて「おまとめ版」として配信している。

## 放送時間
- 2020年3月31日（30日深夜） - 2021年10月1日（9月30日深夜）、火曜（月曜深夜） - 金曜（木曜深夜） 0:53 - 0:58[1]

## 募集テーマ
番組では普通のお便りの他、テーマに沿ったメッセージを募集している。
お悩み相談
リスナーの悩みを熊田が解決する。
誰かに言えない本音を綴った文
家族や友達への本音を募集。
日常で出会った格言
リスナーが日々の中で知ったり、聞いた格言を募集。

## エピソード
- 2020年4月21日（20日深夜）の放送で『Start up *DREAM*』を初解禁した[4]。